# チストラ
チストラ（スペイン語: Chistorra）は、スペインのアラゴン州・バスク州・ナバラ州で作られる、速成塩漬けにしたソーセージである。チョリソーの一種とみなされる。

## 特徴
豚挽き肉または牛豚の合挽き肉をラムのトライプかプラスチックに詰める。脂肪の含量は70-80%である。ニンニク、食塩、パプリカで味付けし、明るい赤色になる。焼いたもの、揚げたもの、グリルしたものをタパスの一部として食べる。直径は約25mmと、伝統的なチョリソーよりも細く仕上がる。長さは平均40cm程度だが、詰めるケースによっては、1mに達するものもある。
ピレネー山脈では、2種類のチストラが存在する。片方は豚肉のみを用いたものであり、もう片方は肺・骨付きの頭・膵臓も用いたものである。後者はベリカ（berica）と呼ばれる。
レオン県名産のものはチストラ・デ・レオン（Chistorra de Leon）と呼ばれ、牛肉の割合が多い。

## 料理
チストラを用いる人気料理として、目玉焼きとジャガイモを添えるウエボス・ロトス・コン・チストラ・イ・パタタス（huevos rotos con chistorra y patatas）がある。
チストラは、丸ごと揚げた後、小さく刻む。揚げたチストラは、ビールやワイン（特にチャコリ）と合わせる。また、揚げたチストラは、ボカディージョと呼ばれるサンドイッチ(bocadillo de chistorra)の具にもなる。
他の人気料理には、クロワッサンに具として詰めたクロワッサン・プレナド（croissant prenado）、ジャガイモまたは卵のオムレツであるトルティージャ・コン・チストラ（tortilla con chistorra）等がある。
バスク州ギプスコア県サン・セバスティアンでは、トマスの聖名祝日（12月21日）に伝統的に食べられる。この祝日には伝統的に、チストラをタロに添えて、シードルとともに食べる。

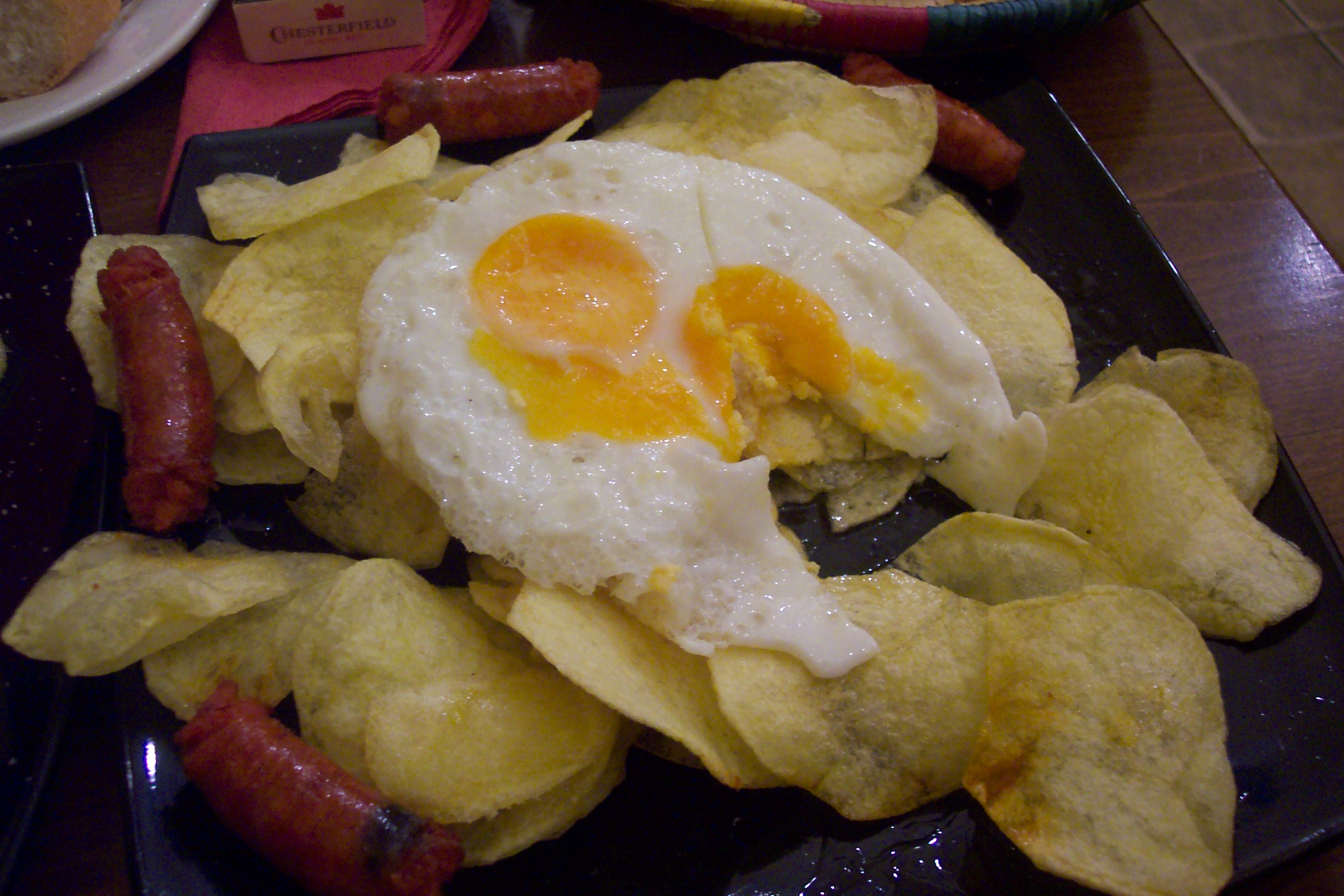
目玉焼きとジャガイモを添えたもの